# J. J. Colledge
James Joseph Colledge, ou J. J. Colledge, nascido em 1908 e falecido a 26 de abril de 1997, é um historiador britânico especializado no história dos barcos.